# Cottenbach (Roter Main)
Der Cottenbach ist ein über 3 km langer Bach im oberfränkischen Landkreis Bayreuth, der nach meist südwestlichem Lauf gegenüber dem Dorf Heinersreuth von rechts in den Roten Main mündet.

## Name
Der Bach erschien 1398 erstmals urkundlich als „Kottenpach“. Der Name leitet sich vom Genitiv des Personennamens Kotto ab.

## Geographie

### Verlauf
Der Cottenbach entsteht unmittelbar nördlich der Einöde Buchhof der Gemeinde Bindlach in einer kleinen Waldinsel, die einen Teich umgibt, an dessen Nähe dicht beieinander zwei Quelläste ihren Lauf beginnen. Der durchgehende linke Oberlauf setzt auf etwa 415 m ü. NHN ein und läuft westnordwestwärts, meist entlang der Waldgrenze erst der Waldinsel, dann des Forstes St. Georgen, der den Osthang des Roter-Main-Tales-bedeckt. Dabei durchfließt er zwei Kleinteiche.
Der rechte Oberlauf läuft etwa einen halben Kilometer nordwestwärts auf den Bindlacher Weiler Euben zu, passiert dabei zwei winzige Teiche und verschwindet am Ortseingang in einer Verdolung. Diese führt,  weiterhin der Tiefenlinie seiner Talmulde folgend, durch den Weiler zum anderen Ortsende und dann im Bogen nach links, weiterhin unterirdisch, auf der historischen Karte noch als offen eingetragen, südwestwärts bis zum Zusammenfluss mit dem insgesamt kürzeren linken Quellast etwa 200 Meter südwestlich des Weilerrandes.
Der vereinte Cottenbach fließt südwestwärts und gräbt sich ein tiefes Tal im Forst St. Georgen, in dem er sehr bald in die mit einer Gebietszunge den Talgrund heraufreichende Gemeindegemarkung von Heinersreuth übertritt. Nach dem Zufluss eines über einen halben Kilometer langen linken Nebenbachs passiert er ein Einzelhaus am rechten Ufer, wonach das Tal weniger steil und der Wald aussetzt. Weiterhin  folgt eine Gehölzgalerie dem Bach, der das Heinersreuther Dorf Cottenbach erreicht, das größtenteils links des Bachs liegt. Wo die Bundesstraße B 14 Heinersreuth–Bindlach-Theta den Lauf kreuzt, liegen einige kleine Teiche zwischen dem Hauptteil des Dorfes, einem kleinen Anwesen und einer Reithalle rechtsseits des Baches.
Nach der Straßenquerung folgt eine teils recht breite Galerie dem Bachlauf, um ihn liegen auf den nunmehr flach ansteigenden Hängen Felder und Wiesen. Gegen Ende der Talmulde befinden sich drei größere Teiche rechts am Ufer. Bei seinem letzten Viertelkilometer tritt er in die Wiesenaue des Roten Mains ein, wo seine Galerie schmäler ist. Von links fließt der Schwerobach zu, dort ein recht unscheinbarer Auengraben, aber mit über zwei Kilometern der längste Zufluss des Cottenbachs, der in zwei Ästen beidseits unter der Spornspitze der Hohen Warte entspringt, auf dem der Bayreuther Siegesturm steht.
Nur einen Steinwurf weiter mündet der Cottenbach auf etwa 323 m ü. NHN und etwa 92 Höhenmeter unterhalb der Quelle seines linken Oberlaufs nach dem 3,4 km langen Weg mit mittlerem Sohlgefälle von etwa 27 ‰ von rechts gegenüber von Heinersreuth in den rechten Ast des Roten Mains, der sich wenig vorher in zwei Zweige aufgespalten hat.

### Einzugsgebiet
Der Cottenbach hat ein etwa 6,3 km² großes Einzugsgebiet, das naturräumlich gesehen im Unterraum Nordöstliches Vorland der Nördlichen Frankenalb des Obermainischen Hügellandes liegt. Sein mit 463 m ü. NHN höchster Punkt liegt auf dem Hochebenensporn der Hohen Wart beim Bayreuther Siegesturm. Der Anteil der Hochebene im Nordosten um Buchhof und Euben wird überwiegend ackerbaulich genutzt; der Talhang zum Rotmaintal ist fast nur von Wald bestanden; auf der Talterrasse rechts des Roten Mains um Cottenbach liegen Felder und Wiesen; im Grund des Roter-Main-Tales dann fast nur noch Wiesen. 
Anteil am Einzugsgebiet haben die Gemeinde Bindlach auf der Hochebene und am steilen oberen Maintalhang, die Gemeinde Heinersreuth am Mittel- und Unterlauf sowie die Stadt Bayreuth mit dem größten Teil des Schwerobach-Teileinzugsgebietes; im Gebiet liegt am Waldhangfuß die Einöde Hermannshof, der einzige Ort im Einzugsgebiet des Cottenbachs außer dem Buchhof, der nicht an den Lauf grenzt.
Auf der Hochebene um Euben liegt Schwarzer Jura, darunter streicht am obersten Flusstalhang Feuerletten (Trossingen-Formation) aus, im überwiegenden Teil des Einzugsgebietes steht darunter der Sandsteinkeuper an.

### Flusssystem Roter Main
- Fließgewässer im Flusssystem Roter Main